# U-Bahnhof Siemensdamm

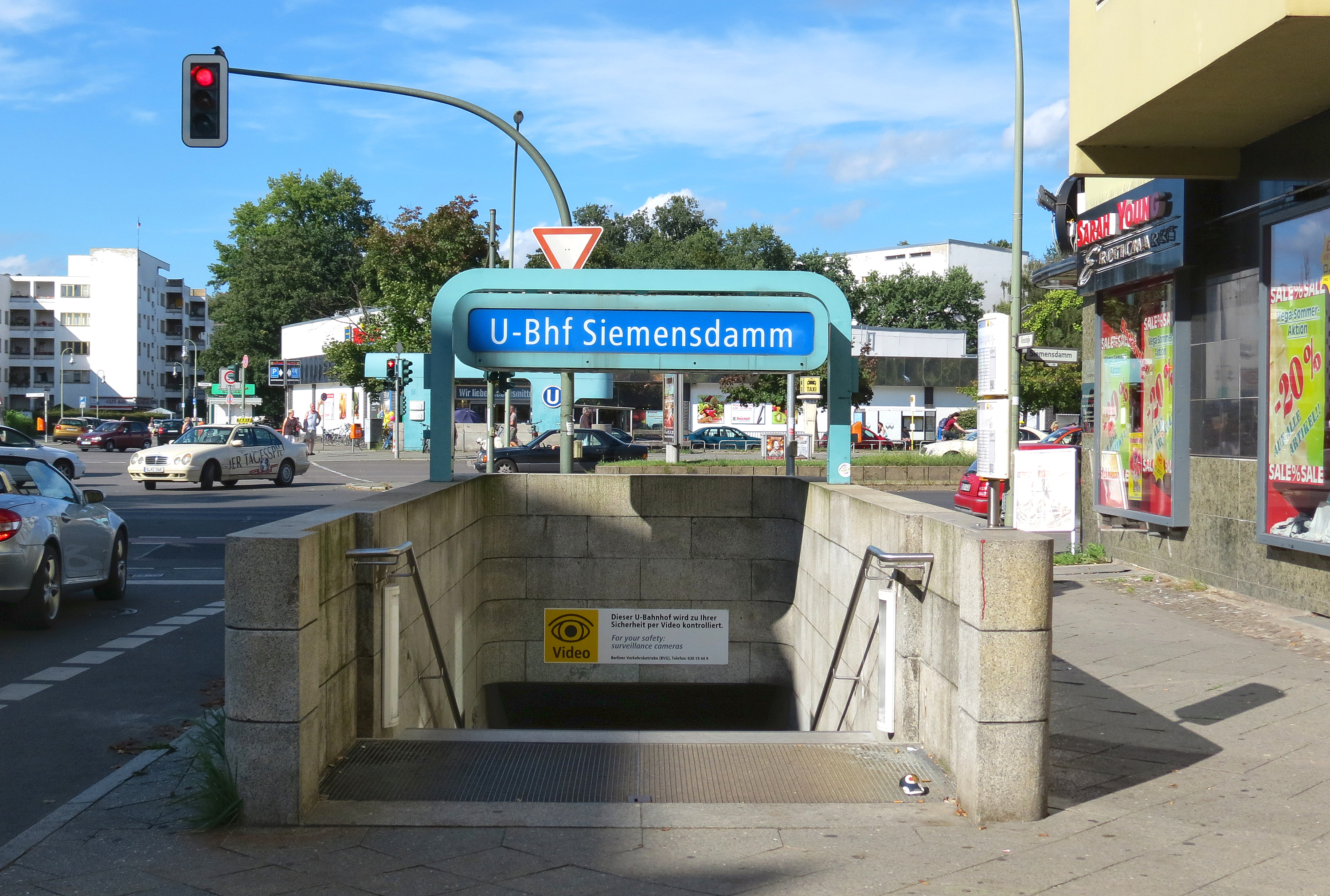
Bahnhofseingang in der Reisstraße

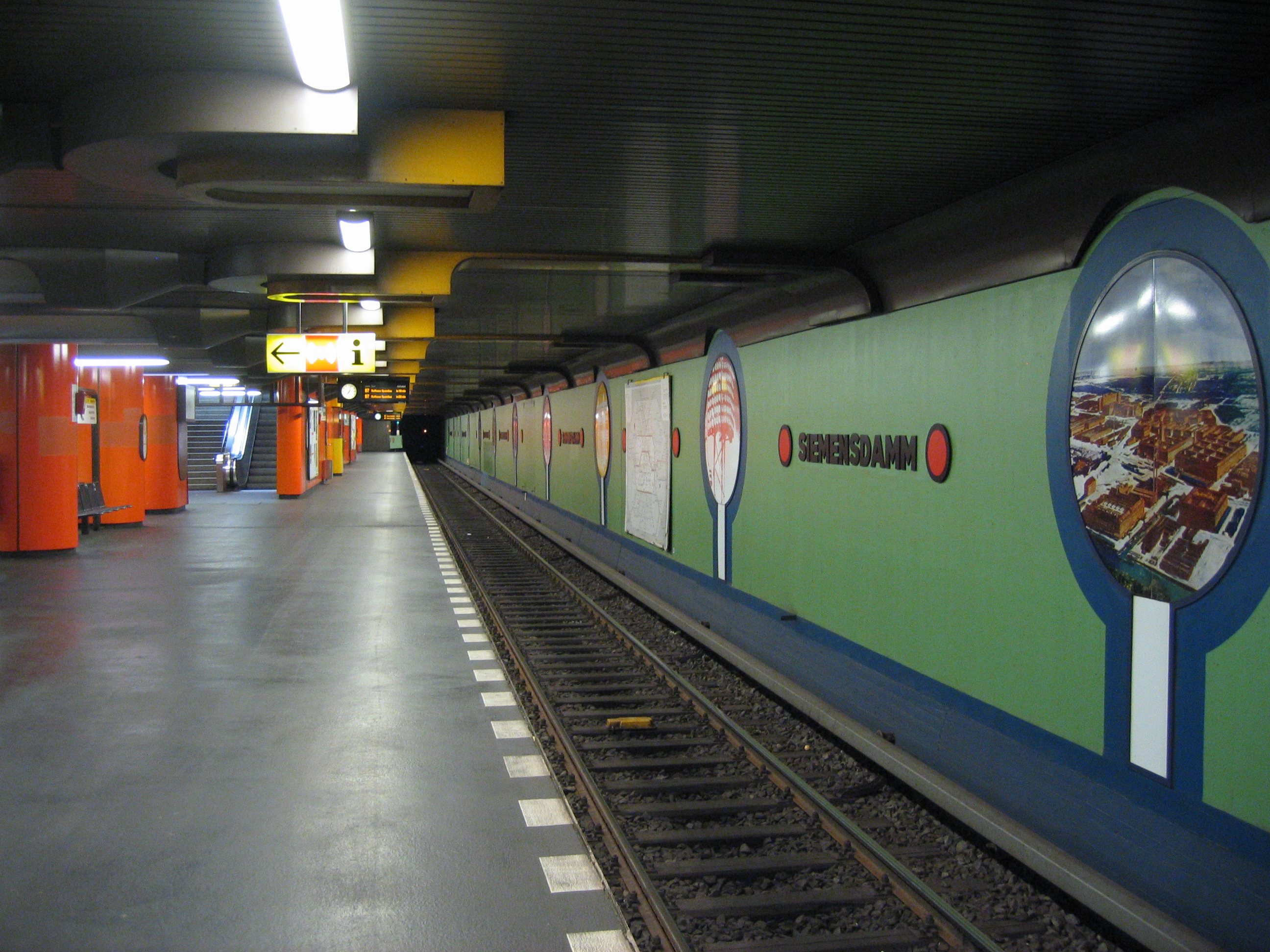
Bahnsteig

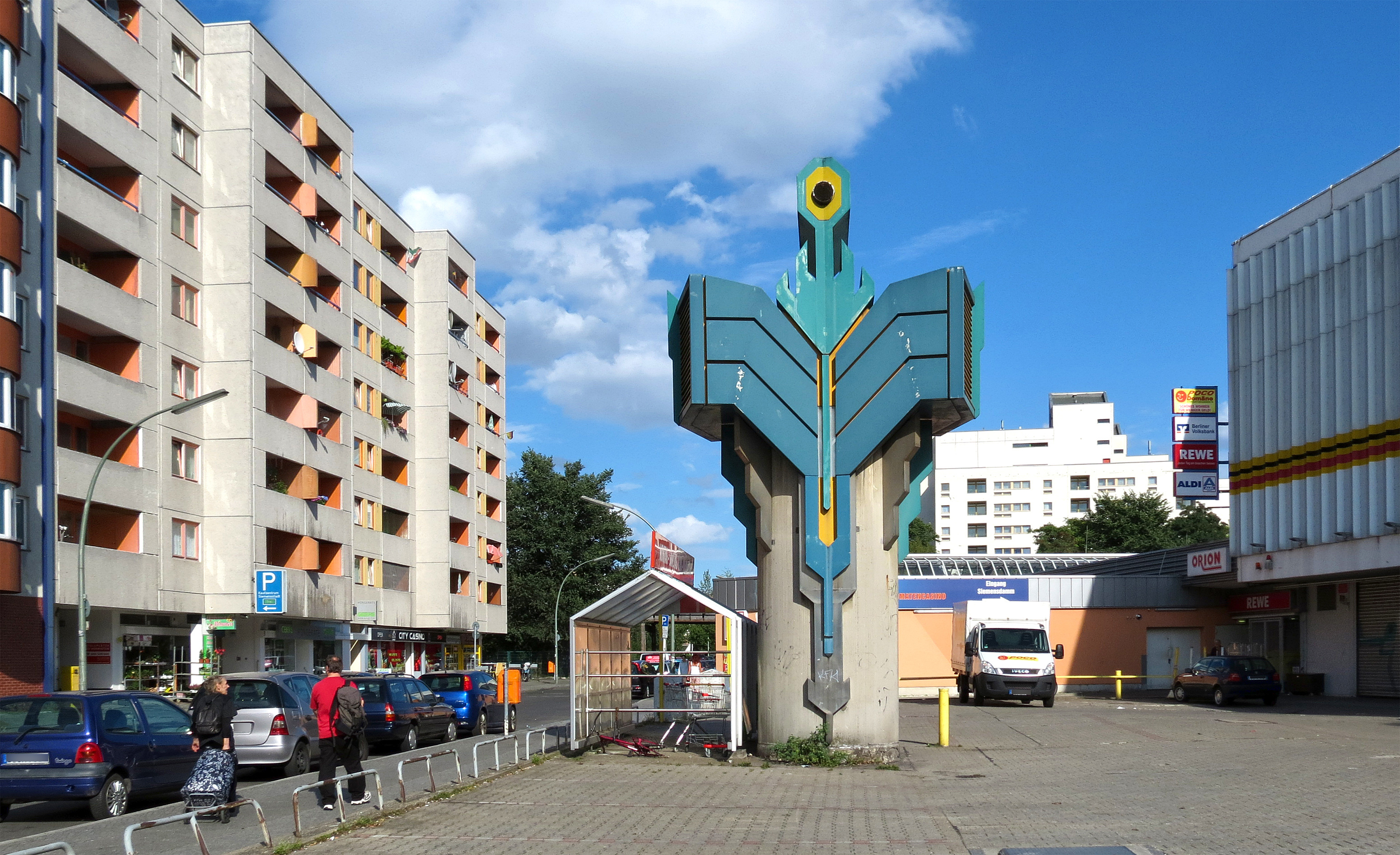
Östlicher Luftfilterturm

Der U-Bahnhof Siemensdamm ist eine Station der Berliner U-Bahn-Linie U7, die am 1. Oktober 1980 im Zuge der Nord-West-Verlängerung der U7 Richtung Spandau eröffnet wurde. Er liegt zwischen der gleichnamigen Straße und dem Popitzweg im Ortsteil Siemensstadt. Der Bahnhof wird im Bahnhofsverzeichnis der BVG als Sie bezeichnet.
Der Bahnhof wurde zu Ehren von Werner von Siemens gestaltet, der maßgeblich an der Errichtung der Berliner U-Bahn mitgewirkt hat. Der U-Bahnhof wurde von Rainer G. Rümmler entworfen. In runden Wandbildern werden zahlreiche Errungenschaften von Siemens abgebildet. Der Stationsname an den Wänden wurde in Anlehnung an die Siemens-Wortmarke von 1936 gestaltet. Er steht seit März 2017 – zusammen mit allen sechs westlich von ihm liegenden Stationen – unter Denkmalschutz.
Im Jahr 2003 wurde der Bahnhof grundlegend renoviert. Im Dezember 2017 wurde ein Aufzug vom U-Bahnsteig zur Straßenoberfläche in Betrieb genommen, sodass der Bahnhof nun als barrierefrei gilt.
 Mehrzweckschutzraum
Die Station wurde als Mehrzweckanlage gebaut, sodass der Bahnsteig sowie angrenzende Räume auch als Schutzraum in Kriegs- und Katastrophenfällen genutzt werden können. Der Bahnsteigbereich kann hierfür durch vier massive Stahlbetontore mit zusätzlicher Signalisierung vom Tunnelsystem vollständig getrennt werden; jeder Zugang verfügt über ein weiteres Tor, um ihn zu verschließen. Da die gesamte Anlage mit Überdruck betrieben werden soll, um ein Eindringen von Gasen zu verhindern, befinden sich im Tunnelbereich Rückschlagventile, die bei jeder Zugeinfahrt ein laut hörbares und für diesen Bahnhof charakteristisches „Ploppen“ erzeugen. Der südöstliche Zugang verfügt über eine Gasschleuse und einen Lautsprecher, um im Bedarfsfall Anweisungen an Schutzsuchende geben zu können. Die Anlage hat an ihrem östlichen einen und am westlichen Ende zwei sechs Meter hohe Luftfiltertürme. Es ist vorgesehen, im Bedarfsfall auf den Gleisen jeweils einen Zug in der Anlage aufzustellen, um die Gleisflächen als zusätzlichen Aufenthalts- und Schlafraum zur Verfügung zu haben. Stromgeneratoren und Wasserfilter versorgen dann bis zu 4500 Personen im Zwischengeschoss und auf dem Bahnsteig.

## Anbindung
| Linie | Verlauf |
| ----- | --- |
|       | Rathaus Spandau – Altstadt Spandau – Zitadelle – Haselhorst – Paulsternstraße – Rohrdamm – Siemensdamm – Halemweg – Jakob-Kaiser-Platz – Jungfernheide – Mierendorffplatz – Richard-Wagner-Platz – Bismarckstraße – Wilmersdorfer Straße – Adenauerplatz – Konstanzer Straße – Fehrbelliner Platz – Blissestraße – Berliner Straße – Bayerischer Platz – Eisenacher Straße – Kleistpark – Yorckstraße – Möckernbrücke – Mehringdamm – Gneisenaustraße – Südstern – Hermannplatz – Rathaus Neukölln – Karl-Marx-Straße – Neukölln – Grenzallee – Blaschkoallee – Parchimer Allee – Britz-Süd – Johannisthaler Chaussee – Lipschitzallee – Wutzkyallee – Zwickauer Damm – Rudow |

Am U-Bahnhof bestehen Umsteigemöglichkeiten von der Linie U7 zu den Omnibuslinien 123 und 139 der BVG.